# Кашин (станция)
Кашин — железнодорожная станция в городе Кашине Тверской области. Относится к железнодорожной линии Калязин Пост — Сонково Октябрьской железной дороги. 
Осуществляется движение пригородных поездов Сонково — Савёлово, Сонково — Углич. Раз в неделю ходит поезд дальнего следования Москва — Рыбинск.

## Инфраструктура
Ведётся приёмка и выгрузка грузов на подъездных путях и местах необщего пользования и допускаемых к хранению на открытых площадках общего пользования. Также ведётся продажа билетов на пассажирские поезда.
Имеется здание железнодорожного вокзала. Сохранилась водонапорная башня.